# Mariagården, Stenungsund
Mariagården är en bondgård i Stenungsund. Byggnaden, som uppfördes på 1700-talet, är byggnadsminne sedan den 12 september 1989.
Mariagården utgör tillsammans med granngården, Västergården, de två kvarvarande gårdarna i Stenunge by som har anor från medeltiden. Gårdarna representerar ett äldre skede i västkustens byggnadsbestånd och endast ett fåtal motsvarande byggnader finns i angränsande delar i Västsverige.

## Historia
Mariagården uppfördes sannolikt under 1700-talets senare del.
På 1950-talet bestod byn Stenung av fem gårdar. På 1830-talet splittrades byn genom laga skifte. Uppegård på andra sidan vägen fick sedermera lämna plats för industrin. Kvar av byn fanns Västergårds två mangårdsbyggnader från 1700-talet då gården delades.
Mariagården är uppkallad efter Maria Johansson, som bodde på gården mellan 1899 och 1943. Hennes man Herman dog 1909 och hon drev gården fram till 1943, varefter gården gick ur släkten efter mer än 300 år, då paret inte hade några barn. Under åren 1907–1908 var det skola i ett av rummen i huset. Åkrarna brukades in på 1960-talet. År 1984 köptes gården av Stenungsunds kommun, som lät restaurera den.

## Beskrivning
Byggnaden är en framkammarstuga i två våningar och klädd med lockpanel målad med Falu rödfärg. På baksidan finns en tillbyggnad i form av en kraftig snedtäcka. Ingången är i södra delen av byggnadens västra långsida. Förstukvisten har ett välvt tak som bärs upp av balusterformade stöd. På södra gaveln finns en köksingång.
Interiört är byggnaden välbevarad, framförallt i övervåningen. I bottenvåningen finns den ålderdomliga gruvan och ugnskomplexet bevarade. Byggnaden har under de senaste åren restaurerats av fastighetskontoret i Stenungsunds kommun med ekonomiskt bidrag från Riksantikvarieämbetet.